# Gruppo Radeberger
Il Gruppo Radeberger (Radeberger Gruppe) è il più grande gruppo di fabbriche di birra tedesco. La sua sede principale è a Francoforte e produce birra più bevande analcoliche in sedici aree diverse. Con la sua produzione annuale di circa 13 milioni di ettolitri, il Gruppo rappresenta approssimativamente il 15% di birra prodotta in Germania.

## Storia
Quando la Cameo acquisì la Binding-Brauerei nel 1952, quest'ultima divenne il Binding-Gruppe, che era la divisione aziendale specializzata nella vendita di birra e bevande analcoliche. In seguito all'acquisizione della Radeberger, la divisione venne rinominata Radeberger Gruppe.

## Sussidiarie
- Allgäuer Brauhaus
- Berliner-Kindl-Schultheiss-Brauerei
- Binding-Brauerei
- Bionade
- Brauerei Schlösser
- Dortmunder Actien Brauerei
- Freiberger Brauhaus
- Jever
- Hanseatische Brauerei Rostock
- Haus Kölscher Brautradition
- Krostitzer Brauerei
- Radeberger
- Sternburg
- Stuttgarter Hofbräu
- Tucher Bräu